# Aaron Elkins
Aaron Elkins, né le 24 juillet 1935 dans le quartier de Brooklyn à New York, est un écrivain américain de romans policiers. Il écrit parfois avec sa femme Charlotte Elkins.

## Biographie
Il obtient le prix Edgar-Allan-Poe du meilleur roman en 1988 pour Old Bones, quatrième aventure de Gideon Oliver, un médecin légiste qui apparaît dans dix huit romans. Ses œuvres ne sont pas traduites en français.

## Œuvre

### Romans

#### SérieGideon Oliver
- Fellowship of Fear (1982)
- The Dark Place (1983)
- Murder in the Queen's Armes (1985)
- Old Bones (1987)
- Curses! (1989)
- Icy Clutches (1990)
- Make No Bones (1991)
- Dead Men's Hearts (1994)
- Twenty Blue Devils (1997)
- Skeleton Dance (2000)
- Good Blood (2004)
- Where There's a Will (2005)
- Unnatural Selection (2006)
- Little Tiny Teeth (2007)
- Uneasy Relations (2008)
- Skull Duggery (2009)
- Dying on the Vine (2012)

#### SérieChris Norgren
- A Deceptive Clarity (1987)
- A Glancing Light (1991)
- Old Scores (1993)

#### SérieLee Ofsted(avec Charlotte Elkins)
- A Wicked Slice (1989)
- Rotten Lies (1995)
- Nasty Breaks (1997)
- Where Have all the Birdies Gone? (2004)
- On the Fringe (2005)

#### SérieAlix London(avec Charlotte Elkins)
- A Dangerous Talent (2012)
- A Cruise to Die For (2013)

### Autres romans et écrits
- Loot (1999)
- Turncoat (2002)
- The Worst Thing (2011)